# Peter Benton
Peter Benton è un personaggio della serie televisiva E.R. - Medici in prima linea, interpretato da Eriq La Salle.

## Storia del personaggio
Arrogante, scorbutico e dispotico, il dottor Benton è l'assistente di chirurgia a cui viene assegnato nell'episodio pilota il tirocinante John Carter. Il rapporto fra Benton e Carter è pieno di alti e bassi, a causa dei caratteri opposti: Benton guarda il lato medico del paziente, mentre Carter è più interessato al lato umano. Tuttavia Peter reputa Carter il migliore dei suoi studenti e per questo rimane molto deluso quando John prende la decisione di abbandonare chirurgia per il pronto soccorso. Nella prima stagione Peter impedisce alla sorella Jackie di mettere la madre, ormai anziana e non più autosufficiente, in una clinica. Per convincere la sorella, assume una fisioterapista, Jeanie Boulet, che si affeziona molto all'anziana signora. Alla fine della prima stagione, Peter è costretto a mettere la madre in una casa di cura dopo che una notte è caduta dalle scale. Poco tempo dopo, la signora Benton muore. Peter comincia una relazione con Jeanie Boulet, che però è sposata. La loro storia dura poco e si conclude nella seconda stagione. Quando Jeanie scopre di avere l'AIDS Peter crede di averla contratta a sua volta, ma fortunatamente l'esito delle analisi è negativo.
Nella terza stagione Peter riprende a frequentare una sua ex, Carla Reese, che scopre di essere incinta alcuni giorni dopo la rottura della loro storia. Il bambino (che i due decidono di chiamare Reese Benton) nasce prematuro e in seguito si scopre essere sordo. Le cose fra Peter e Carla però non vanno a meraviglia, poiché i due non sono mai stati realmente innamorati. Finiscono così per interrompere la loro relazione. Carla si fidanza con un altro uomo, Roger, e finiscono per convivere. Il nuovo fidanzato di Carla si affeziona moltissimo al piccolo Reese, scatenando la gelosia di Peter, che nel contempo sospetta di non essere il padre naturale del bambino. Le cose si complicano quando Carla muore: entrambi i "padri" chiedono l'affidamento di Reese, attraverso una causa legale. Peter quindi fa il test del DNA e scopre di non essere il padre naturale. Nel frattempo ha intrecciato una relazione sentimentale con una pediatra, la dottoressa Cleo Finch, fa tutto il possibile per diminuire i suoi orari di lavoro e apparire così un padre più disponibile e adeguato agli occhi del giudice che deve decidere a chi affidare il piccolo. Non potendo ottenere ciò che desidera al County General Hospital, decide di rassegnare le sue dimissioni, in favore di un lavoro in una clinica privata, che fra l'altro è la stessa dove lavora la sua fidanzata Cleo. Ottiene così l'affidamento di Reese e lui, il piccolo e Cleo vanno a vivere insieme, creando una nuova famiglia.
Torna nella quindicesima stagione per assistere al trapianto di rene del dottor Carter e all'inaugurazione della sua clinica.

## Scelta dell'attore
In una intervista presente nel DVD della prima stagione, i produttori di ER dichiararono che Eriq La Salle si presentò molto tardi al provino, tanto che erano già iniziate le riprese per l'episodio pilota. La Salle portò al provino uno stetoscopio e altri attrezzi chirurgici che aveva usato in un suo precedente film. Il fatto convinse i produttori a sceglierlo per la parte del Dr. Benton.